# Koji Fukushima
Koji Fukushima, nascido a 21 de agosto de 1973, é um ciclista japonês, já retirado que foi profissional de 2004 a 2010.

## Palmarés
2004
- 1 etapa de The Paths of King Nikola
- Volta a Sérvia, mais 1 etapa
- Tour de China, mais 1 etapa

2005
- 1 etapa do Tour de Siam
- 1 etapa do Tour de Langkawi

2006
- Boucles de la Mayenne

2007
- 1 etapa do Tour de Siam